# Demetrio el Nuevo
San Demetrio el Nuevo o San Demetrio Basarabov es un santo ortodoxo de origen búlgaro, patrón de Bucarest y de Valaquia. Nació en el siglo XIII (según otras fuentes, en el siglo XV y en el sixanario de la Iglesia ortodoxa búlgara en el siglo XVII) en el pueblo de Basarabovo en Bulgaria. Se cree que inicialmente era un pastor, posteriormente se convirtió en monje e ingresó en un monasterio situado cerca de su aldea natal. Las reliquias del santo fueron depositadas en la Catedral patriarcal de Bucarest en el siglo XVIII. La Iglesia ortodoxa rumana y la Iglesia búlgara lo celebran el 27 de octubre.

## Biografía
- Sfantul Dimitrie cel Nou, patronul Bucurestilor. Adevar si legenda, Gheorghiță Ciocioi, Editura Agapis, 2014.
- Paraclisul și Acatistul "Sf. Cuvios Dimitrie cel Nou", Vasile Vasilache, Niculae Șerbănescu, Editura Bucium Ortodox, 1943 - recenzie Archivado el 23 de febrero de 2014 en Wayback Machine.

- Datos: Q4161705
- Multimedia: Saint Dimitri of Basarabov / Q4161705